# آلتونیا
آلتونیا (به پرتغالی: Altônia) یک سکونتگاه مسکونی در برزیل است که در پارانا واقع شده‌است.